# Schwarzbach (Werra)

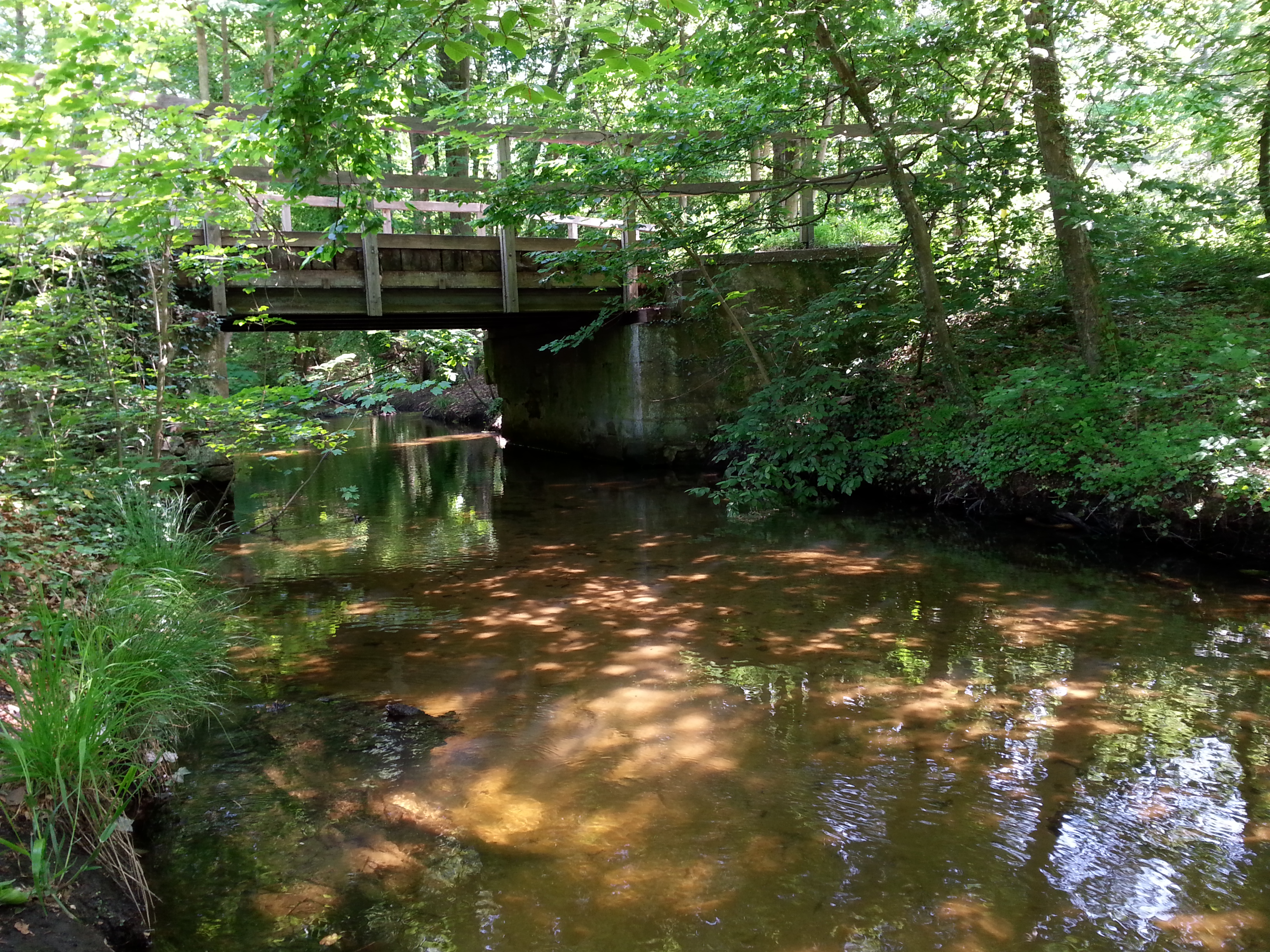
Schwarzbach bei Mönchbruch (2020)

Der Schwarzbach ist ein über den Schildbach 11 km langer, orographisch linker Nebenfluss der Werra im Westen Thüringens, Landkreis Schmalkalden-Meiningen. Er entspringt westlich von Eckardts im Salzunger Werrabergland, an der westlichen Nahtstelle zur Vorderrhön. In seinem nach Osten gerichteten Verlauf entlang der Kreisstraße 2523 passiert er den nach ihm benannten Ort Schwarzbach, bis er schließlich zwischen Wasungen und Schwallungen in die Werra mündet.

## Quellbäche
Der Name Schwarzbach ist ab dem Zusammenfließen von Schildbach und Zillbach gebräuchlich. Die Quellarme teilen sich wie folgt von Norden nach Süden auf:
- Schildbach (3,5 km)
- Humbach (3,8 km, zum Rensbach; vom Norden Hümpfershausens kommend)
- Rensbach (4,8 km; von Hümpfershausen kommend)
- Wurmling (4,4 km, zum Rensbach; von Friedelshausen kommend)